# Carnamah Shire
Carnamah Shire är en kommun i Western Australia, Australien. Kommunen, som är belägen 310 km norr om Perth och 115 km söder om regionens huvudstad Geraldton vid kusten, i regionen Mid West, har en yta på 2 876 km², och en folkmängd på 546 enligt 2011 års folkräkning. Huvudort är Carnamah.